# Toyota Town Ace
Toyota Town Ace — 7-8-местный минивэн для внутреннего японского рынка (JDM) с однообъёмным кузовом и интегрированной в его структуру рамой. Комплектовался автомобиль несколькими вариантами двигателей (в зависимости от года выпуска) — бензиновыми объёмом от 1,3 до 2 л (4К,5К,7К,2Y-U, 3Y-EU) и дизельными от 2 до 2,2 л — атмосферными (2C) и турбированными (2C-T, 3C-T). Бензиновые двигатели могут быть в карбюраторной и инжекторной версии. Двигатель располагается под передними сиденьями либо под капотом (CR/SR-4x/5x). Коробка передач — либо АКПП 4-ступенчатая (AISIN A4x-серия), либо МКПП 5-ступенчатая.
Выпускался с 1985 по настоящее время. 
Пассажирские модификации имеют трансформируемый салон с тремя рядами сидений, кондиционер с 2 контурами (одновременно с 2 отопителями). Крыша может иметь люки (версии SkyRoof — 6 люков (в народе — «аквариум») и Moon Roof — 2 люка). Салон мог быть укомплектован и шторами с ручным или электрическим приводом. Одна из штор отделяла переднюю (водительскую) часть салона от пассажирской. В качестве опции в передней части салона устанавливался холодильник, имевший отделение, куда вкладывалась ёмкость для приготовления льда для напитков. В случае необходимости этот же холодильник можно было переключить в режим подогрева продуктов. Его функционирование осуществлялось от штатных систем обогрева и кондиционирования воздуха салона автомобиля.
В подвеске, также в качестве дополнительного оборудования, применялась электронно-модулируемая система управления жёсткостью амортизаторов (TEMS). На это указывала соответствующая наклейка на заднем стекле. TEMS существовала в двух версиях. Одна функционировала только в автоматическом режиме, вторая позволяла изменять жесткость амортизаторов вручную. Но в обоих случаях автоматика, при изменении жёсткости амортизаторов, учитывала скорость движения автомобиля, на какой угол и с какой скоростью вращается рулевое колесо, использует или нет водитель тормозную систему. Контроль режимов жёсткости амортизаторов осуществлялся с помощью светодиодных индикаторов на панели приборов.
С помощью других светодиодов контролировалась работа турбонаддува. Зелёный светодиод — турбина развивает рабочее давление, красный — опасное превышение давления.
Имелся и более длинный вариант Town Ace — Master Ace Surf. Он имел другое оформление передней наружной части кузова. Существовали грузопассажирские и чисто грузовые (фургоны) версии с простыми отделками салоном, с минимумом опций и увеличенной грузоподъёмностью. При этом, как правило, их кузова, в отличие от пассажирских версий, имели боковые сдвижные двери с обеих сторон.
Ближайшие «родственники» в рамках одного модельного ряда — Toyota Master Ace, Toyota Lite Ace. Заменён на модель Toyota Town Ace Noah и Toyota Voxy.